# Thomisus hunanensis
Thomisus hunanensis är en spindelart som beskrevs av Peng, Yin och Kim 2000. Thomisus hunanensis ingår i släktet Thomisus och familjen krabbspindlar. Inga underarter finns listade i Catalogue of Life.